# Chrysanthia bhutanica
Chrysanthia bhutanica es una especie de coleóptero de la familia Oedemeridae.

## Distribución geográfica
Habita en Bután.